# Hitler Lives
Pour plus de détails, voir Fiche technique et Distribution.
Hitler Lives est un film documentaire américain réalisé par Don Siegel sorti en 1945.

## Synopsis
Le documentaire met en garde contre le fait que la population allemande vaincue contient toujours des partisans du nazisme tout en restant vigilant à ce qu'un nouvel Hitler n'émerge.

## Fiche technique
- Réalisation : Don Siegel (non crédité)
- Scénario : Saul Elkins
- Production : Gordon Hollingshead
- Distribution : Warner Bros.
- Durée : 17 minutes
- Date de sortie : 29 décembre 1945
- Pays : États-Unis
- Langue : Anglais
- Format : Noir et blanc

## Distribution
- Knox Manning : Le narrateur

## Récompenses et distinctions
- Oscar du meilleur court-métrage documentaire en 1945
- Sélectionné au festival de Cannes